# Stanene

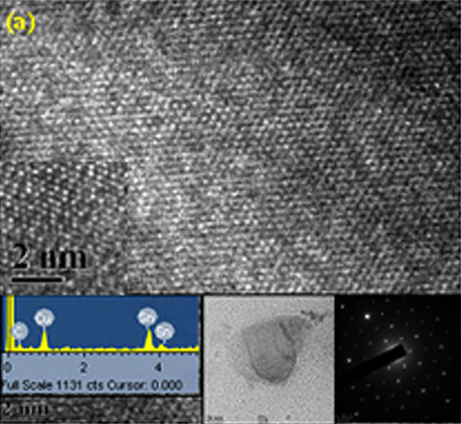
Immagine di fiocco di stanene, con l'inserto centrale che mostra una micrografia elettronica a grande area del campione. L'inserto di destra è un modello di diffrazione elettronica che conferma la struttura esagonale.

Lo stanene è un materiale 2D e un isolante topologico 2D. È composto da atomi di stagno disposti in un unico strato con pattern esagonale, in modo simile al grafene. Il suo nome combina stannum (il nome latino per lo stagno) con il suffisso -ene usato dal grafene. In teoria, lo stanene è stato teoricamente previsto come un isolante topologico 2D nel 2011 e le sue derivazioni funzionalizzate come isolanti topologici sono state previste nel 2013. Entrambi possono mostrare correnti superconduttive dissipabili ai loro bordi vicino alla temperatura ambiente. L'aggiunta di atomi di fluoro al reticolo di stagno potrebbe estendere la temperatura operativa fino a 100 °C. Ciò renderebbe pratico l'uso nei circuiti integrati per rendere più piccoli, più veloci e più efficienti i computer.

## Sintesi
La sintesi e lo studio delle proprietà ottiche dello stanene sono state rivendicate per la prima volta dai ricercatori dell'Indian Institute of Technology di Bombay. La sintesi di stanene è stata riportata da un secondo gruppo nel 2015, usando l'epitassia del raggio molecolare su un substrato di tellururo di bismuto. La ricerca teorica ha suggerito che la superficie di argento potrebbe essere un buon substrato per far crescere la stanene in modo epitassiale.

## Reattività
I primi calcoli di principio hanno previsto che lo stanene è molto reattivo contro inquinanti atmosferici comuni come NOx e COx ed è in grado di intrappolarli e dissociarli a basse temperature.